# Маргара
Маргара (арм. Մարգարա) — село в Армавирской области Армении.

## География
Село расположено в юго-восточной части марза, при автодороге , на левом берегу реки Аракс, на расстоянии 18 километров к юго-востоку от города Армавир, административного центра области. Абсолютная высота — 840 метров над уровнем моря.
Климат
Климат характеризуется как семиаридный (BSk в классификации климатов Кёппена). Среднегодовая температура воздуха составляет 12,4 °C. Средняя температура самого холодного месяца (января) составляет −2,8 °С, самого жаркого месяца (июля) — 25,7°С. Расчётная многолетняя норма атмосферных осадков — 282 мм. Наибольшее количество осадков выпадает в мае (48 мм).

## Население
| Год переписи | Население          | Население          | Население          | Население            | Население            | Население            |
| Год переписи | Наличное население | Наличное население | Наличное население | Постоянное население | Постоянное население | Постоянное население |
| Год переписи | Всего              | Мужчины            | Женщины            | Всего                | Мужчины              | Женщины              |
| ------------ | ------------------ | ------------------ | ------------------ | -------------------- | -------------------- | -------------------- |
| 2001         | 1370               | 664                | 706                | 1422                 | 699                  | 723                  |
| 2011         | 1241               | 621                | 620                | 1256                 | 632                  | 624                  |